# Simiolus
Simiolus — викопний рід приматів вимерлої родини Dendropithecidae, що існував у Східній Африці в міоцені (12,5 млн років тому). Рештки представників роду знайдені в Кенії.

## Види
- Simiolus enjiessi Leakey & Leakey, 1987
- Simiolus leakeyorum[1][2]
- Simiolus cheptumoae Pickford & Kunimatsu, 2005
- Simiolus andrewsi Harrison, 2010
- Simiolus minutus Rossie & Hill, 2018